# Henri Poincaré
Pour les articles homonymes, voir Poincaré.
Henri Poincaré, né le 29 avril 1854 à Nancy et mort le 17 juillet 1912 à Paris, est un mathématicien, physicien, ingénieur et philosophe des sciences français, souvent considéré comme l'un des derniers esprits universels, tant ses contributions couvrent de nombreux domaines scientifiques.
Issu d'une famille bourgeoise et intellectuelle, son père, Léon Poincaré, est professeur de médecine à la faculté de Nancy, et son cousin Raymond Poincaré deviendra président de la République française. Dès son plus jeune âge, Henri montre une précocité intellectuelle remarquable, notamment en mathématiques, domaine dans lequel il excelle rapidement. Il poursuit des études brillantes à l'École polytechnique puis à l'École des Mines, où il se forme comme ingénieur tout en cultivant sa passion pour les mathématiques. Très vite, il se distingue par son esprit créatif et sa capacité à aborder des problèmes complexes sous des angles inédits.
Ses travaux en mathématiques appliquées, en particulier sur les fonctions fuchsiennes, posent les bases de la théorie des fonctions automorphes, influençant profondément le développement de l'analyse mathématique. L'une de ses contributions majeures réside dans la fondation de la topologie algébrique, où il introduit le concept de la « classification des surfaces » et la notion de groupe fondamental. Ses recherches sur le problème des trois corps, un problème classique de la mécanique céleste, le conduisent à découvrir ce qui est aujourd'hui connu sous le nom de « chaos déterministe », ouvrant la voie à la théorie du chaos.
En physique, il est l'un des pionniers de la relativité restreinte, indépendamment de Lorentz et avant Einstein, introduisant des concepts cruciaux tels que la convention de la simultanéité et la relativité du temps.
Il est également très impliqué dans la vie académique et scientifique, occupant plusieurs postes prestigieux, dont celui de président de l'Académie des sciences, et il est élu membre de l'Académie française en 1908.

## Biographie
Henri Poincaré est le fils d'Émile Léon Poincaré, doyen de la faculté de médecine de Nancy, et de son épouse Marie Pierrette Eugénie Launois,. Il est le neveu d'Antoni Poincaré,, ce qui en fait le cousin germain des fils de ce dernier : l'homme politique et président de la République française Raymond Poincaré et Lucien Poincaré, directeur de l'Enseignement secondaire au ministère de l'Instruction publique et des Beaux-Arts. La sœur d’Henri, Aline Poincaré, a épousé le philosophe Émile Boutroux.
À cinq ans, il contracte la diphtérie, le laissant paralysé durant cinq mois, ce qui l'incite à se plonger dans la lecture.
Élève d'exception au lycée impérial de Nancy, il obtient le 5 août 1871, le baccalauréat en lettres, mention « Bien », et le 7 novembre 1871 son baccalauréat en sciences, où il faillit être refusé à cause d'un zéro en composition de mathématiques. Il semblerait qu’il soit arrivé en retard et ait mal compris le sujet, un problème sur les séries convergentes, domaine dans lequel il apportera des contributions importantes. Mais il se rattrape brillamment à l'oral et est finalement admis avec une mention « Assez Bien ».
Henri Poincaré se relève de ce mauvais pas en classes préparatoires, où il remporte deux fois consécutivement le concours général de mathématiques. Malgré son inaptitude sportive et artistique et une épreuve de géométrie descriptive qu'il aurait ratée, il se classe premier au concours d'entrée à l'École polytechnique le 2 novembre 1873. Son rang lui vaut un grade de sergent-major. À ce titre, il est « missaire » et président de la commission des Cotes.
Il sort deuxième de l'École Polytechnique en 1875 et, le 19 octobre de la même année, il entre comme élève-ingénieur à l'École des mines de Paris, étant membre du Corps des mines ; il est licencié en sciences le 2 août 1876. Il sort de l'École des mines le 11 mars 1879, classé 3e sur les trois élèves du Corps des mines,. Nommé ingénieur des mines de 3e classe le 28 mars à Vesoul, il obtient, le 1er août, le doctorat ès sciences mathématiques à la faculté des sciences de Paris, et devient chargé de cours d'analyse à la faculté des sciences de Caen le 1er décembre 1879.
Deux ans plus tard, il obtient ses premiers résultats marquants en mathématiques (sur la représentation des courbes et sur les équations différentielles linéaires à coefficients algébriques), et rapidement, il s'intéresse à l'application de ses connaissances mathématiques en physique et plus particulièrement en mécanique.
Il retourne à Paris en 1881 comme maître de conférences d'analyse à la faculté des sciences de Paris.
Henri Poincaré épouse le 20 avril 1881 Louise Poulain d'Andecy (1857-1934), petite-fille d'Isidore Geoffroy Saint-Hilaire, arrière-petite-fille d'Étienne Geoffroy Saint-Hilaire. Quatre enfants naissent de cette union entre 1887 et 1893 : Jeanne (1887-1974), future épouse de Léon Daum, Yvonne (1889-1939), Henriette (1890-1970), et Léon (1893-1972), également polytechnicien (promotion 1913), ensuite ingénieur général de l'air.
Il est nommé répétiteur d'analyse à l'École polytechnique le 6 novembre 1883, charge qu'il occupe jusqu'à sa démission en mars 1897. Nommé à la chaire de « mécanique physique et expérimentale » le 16 mars 1885, il la quitte pour la chaire de « physique mathématique et de calcul des probabilités » en août 1886, succédant ainsi à Gabriel Lippmann.
Il est président de la Société mathématique de France en 1886.
Il est élu membre de l'Académie des sciences en 1887. Il devient membre du Bureau des longitudes en 1893 et est nommé ingénieur en chef des mines. En novembre 1896, il obtient la chaire « d’astronomie mathématique et de mécanique céleste » à la faculté des sciences de Paris, succédant à Félix Tisserand qui vient de mourir.
Il est sociétaire de la Société des sciences de Nancy, et membre associé de l'académie de Stanislas.

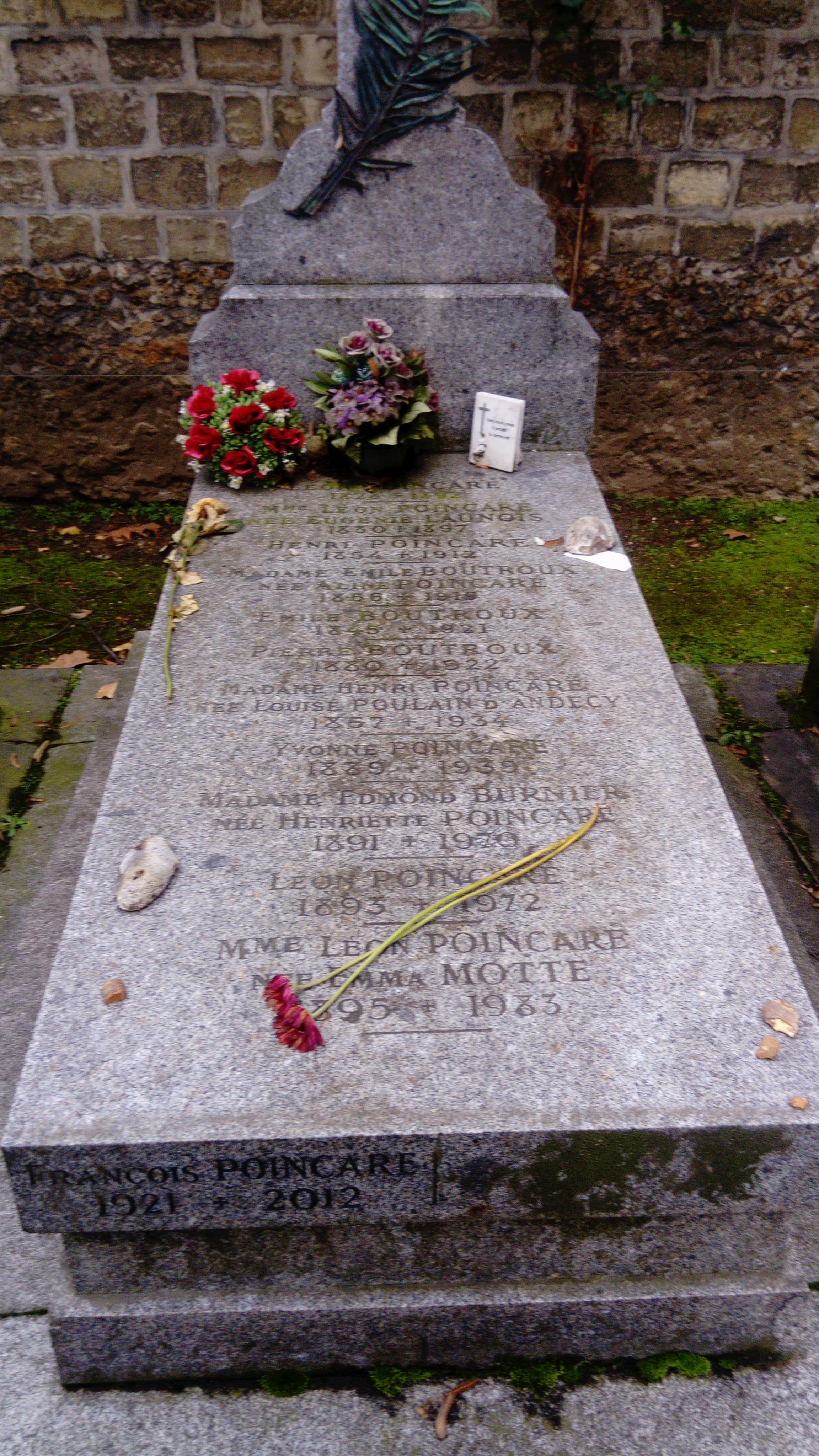
Tombe d'Henri Poincaré au cimetière du Montparnasse, 16e division.

Il est à nouveau président de la Société mathématique de France en 1900.
Il est président de la Société astronomique de France de 1901 à 1903.
Il est, en 1901, le premier lauréat de la médaille Sylvester de la Royal Society. Il est président de la Société française de physique en 1902.
Le 1er octobre 1904, Henri Poincaré est nommé professeur d'astronomie générale sans traitement à l'École polytechnique, ceci afin d'éviter la suppression de la chaire.
De 1900 à 1908, il applique ses travaux à la télégraphie sans fil, ce qui permet d'établir l'existence de régimes d'ondes entretenues,.
Accumulant les honneurs, il est élu à l'Académie française le 5 mars 1908, il participe à de nombreux congrès et conférences jusqu'à la fin de sa vie.
Il meurt le 17 juillet 1912 au 15 rue Monsieur (archives départementales de Paris), alors qu'il habite 63 rue Claude-Bernard, d'une embolie à la suite d'une opération pour traiter une hypertrophie de la prostatedécelée dès 1908. Ses funérailles ont lieu le 19 juillet 1912 à l’église Saint-Jacques-du-Haut-Pas et sont suivies de son inhumation au cimetière Montparnasse.

## Poincaré et la relativité

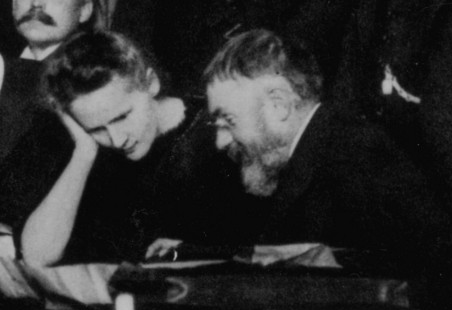
Marie Curie et Poincaré conversant lors du congrès Solvay de 1911.

En 1902, Poincaré publie La Science et l'Hypothèse. Même si ce livre est plus un ouvrage d'épistémologie que de physique, il appelle à ne pas considérer comme trop réels de nombreux artéfacts de la physique de son époque : le temps absolu, l'espace absolu, l'importance de l'éther. Einstein s'était particulièrement penché sur ce livre, et les idées contenues font de l'ouvrage un précurseur de la relativité restreinte.

On y trouve en particulier ce passage : 

« Ainsi l'espace absolu, le temps absolu, la géométrie même ne sont pas des conditions qui s'imposent à la mécanique ; toutes ces choses ne préexistent pas plus à la mécanique que la langue française ne préexiste logiquement aux vérités que l'on exprime en français. »

En 1905, Poincaré pose les équations des transformations de Lorentz, et les présente à l'Académie des sciences de Paris le 5 juin 1905. Ces transformations vérifient l'invariance de Lorentz, achevant le travail d'Hendrik Lorentz (qui était un correspondant de Poincaré). Ces transformations sont celles qui s'appliquent en relativité restreinte, et on emploie encore aujourd'hui les équations telles que les a écrites Poincaré. Poincaré montre ainsi l'invariance des équations de Maxwell sous l'action de la transformation de Lorentz. Poincaré montre également que la transformation de Lorentz revient à une rotation entre espace et temps et qu'elle définit un groupe dont l'un des invariants est la vitesse de la lumière. Mais pour expliquer l'origine physique de ces transformations, Poincaré a recours à des contractions physiques de l'espace et du temps, conservant en références un éther et un temps absolu. Einstein, lui, part de la constance de la vitesse de la lumière (en tant que postulat) et du principe de relativité pour retrouver les mêmes transformations de Lorentz, éliminant les notions de référentiels ou horloges absolus, et faisant des différences de longueur des effets de la perspective dans un espace-temps en quatre dimensions, et non des contractions réelles.
Poincaré a également proposé certaines idées sur la gravité, notamment la propagation des perturbations du champ de gravitation à la vitesse de la lumière, ce qu'il nomma « ondes gravifiques ». Sa faiblesse était de trop rechercher l'analogie avec l'électromagnétisme en cherchant une nouvelle loi de gravitation qui soit invariante par les transformations de Lorentz. Paul Langevin note que Poincaré a trouvé « plusieurs solutions possibles qui présentent toutes ce caractère commun que la gravitation se propage avec la vitesse de la lumière, du corps attirant au corps attiré, et que la loi nouvelle permet de représenter les mouvements des astres mieux encore que la loi ordinaire puisqu'elle atténue les divergences existant encore entre celle-ci et les faits, dans le mouvement du périhélie de Mercure, par exemple. »
Si les physiciens de l'époque étaient parfaitement au courant des travaux de Poincaré, le grand public l'a ensuite presque oublié, alors que le nom d'Einstein est aujourd'hui connu de tous. Récemment, quelques voix ont cherché à rappeler le rôle de Poincaré, mais d'autres sont allés plus loin, cherchant à faire de Poincaré l'auteur de la théorie de la relativité. Cette controverse sur la paternité de la relativité est d'autant plus délicate que les conflits politiques se mêlent aux questions de lecture des articles de physique.

## Mathématiques
Poincaré est le fondateur de la topologie algébrique. Ses principaux travaux mathématiques ont eu pour objet la géométrie algébrique, des types de fonctions particuliers – les fonctions dites « automorphes » (il découvre les fonctions fuchsiennes et kleinéennes), les équations différentielles… La notion de continuité est centrale dans son travail, autant par ses répercussions théoriques que pour les problèmes topologiques qu'elle entraîne.

« […] l'un des derniers représentants de cette science à en avoir eu une totale maîtrise dans l'ensemble des domaines, y compris dans ses applications en astronomie et en physique. »

### Fondements des mathématiques
Pendant les six dernières années de sa vie (à partir de 1905), Poincaré participe activement aux débats sur les fondements qui traversaient à l'époque la communauté mathématique. Il n'a jamais essayé d'y contribuer sur le plan technique, mais certaines de ses idées ont eu une influence indéniable. L'un de ses contradicteurs, Bertrand Russell, écrira en 1914 : « Il n'est pas possible d'être toujours juste en philosophie ; mais les opinions de Poincaré, justes ou fausses, sont toujours l'expression d'une pensée puissante et originale, servie par des connaissances scientifiques tout à fait exceptionnelles ». Entre autres, à cause de son refus d'accepter l'infini actuel, c’est-à-dire la possibilité de considérer l'infini comme une entité achevée et non simplement comme un processus qui peut se prolonger arbitrairement longtemps, Poincaré est considéré par beaucoup d'intuitionnistes comme un précurseur. Poincaré n'a cependant jamais remis en cause le tiers exclu, et rien n'indique qu'il aurait pu adhérer à une refondation aussi radicale des mathématiques que celle que proposera Luitzen Egbertus Jan Brouwer.
La position de Poincaré a évolué. Dans une période précédente, il s'est intéressé aux travaux de Georg Cantor, dont les travaux sur la construction des réels et la théorie des ensembles s'appuient de façon essentielle sur un infini actuel, au point de superviser la traduction en français d'une partie des articles de ce dernier (en 1871, 1883…), et d'utiliser ses résultats dans son mémoire sur les groupes kleinéens (1884). Il s'intéresse également aux travaux de David Hilbert sur l'axiomatisation : il fait, en 1902, une recension soignée et très louangeuse des Fondements de la géométrie (1899).
En 1905 et 1906, Poincaré réagit, de façon assez polémique, à une série d'articles de Louis Couturat sur les « principes des mathématiques » dans la Revue de métaphysique et de morale, articles qui rendaient compte des Principles of Mathematics de Bertrand Russell (1903). Russell finira par intervenir lui-même dans le débat.
Poincaré, contrairement à ce qu'on dit souvent, n'a jamais partagé ce que l'on appelle de manière vague l'intuitionnisme kantien. Quand il évoque l'intuition (La valeur de la science, ch. 1), ce terme signifie « image » ou « modèle ». Sa conception de l'expérience n'a pas grand-chose à voir avec celle de Kant : ni l'espace ni le temps ne sont des « formes a priori », car l'expérience n'est que l'occasion à partir de laquelle l'espace représenté est mis en relation avec l'espace comme continuum amorphe : « L'expérience n'a donc joué qu'un seul rôle, elle a servi d'occasion. Mais ce rôle n'en était pas moins très important ; et j'ai cru nécessaire de le faire ressortir. Ce rôle aurait été inutile s'il existait une « forme a priori » s'imposant à notre sensibilité et qui serait l'espace à trois dimensions. » (La valeur de la science, ch. 4, § 6). Quand Poincaré évoque l'idée de commodité, il est plus proche des empiristes que des idéalistes : l'idée de vérité n'a plus grand-chose à voir avec l'idée de jugement synthétique a priori, parce qu'on « choisit » ses principes ou axiomes, tout comme on choisit les faits dans les sciences de la nature. Le principe de récurrence semble n'avoir d'autre but que de montrer la non-pertinence du logicisme, qui fait de la déduction le ressort central de la démonstration mathématique.
Pour lui, c'est précisément le cas du principe de récurrence, qu'il nomme également « principe d’induction », en ce qu'il s'oppose à la déduction, et qu'il refuse de considérer comme le fruit d'un jugement purement analytique, comme le sont pour lui les raisonnements logiques. Ceci l'oppose à Russell (et, à travers lui, à Gottlob Frege, que Poincaré méconnaît), qui veut réduire les mathématiques à la logique, cela l'oppose aussi à ceux qu'il appelle les cantoriens, comme Ernst Zermelo, et dont il distingue en partie Hilbert. À ces derniers, il reproche l'usage de l'infini actuel, à travers leur façon de « passer du général au particulier », par exemple le fait de supposer l'existence d'ensembles infinis pour définir l'ensemble des entiers naturels, alors que, pour lui, les entiers naturels sont premiers. Il refuse ce qu'il appelle les définitions non prédicatives (voir paradoxe de Richard), qui, pour définir un ensemble E, font appel à « la notion de l'ensemble E lui-même » (typiquement, la définition actuelle en théorie des ensembles de N, l'ensemble des entiers naturels, comme intersection des ensembles contenant 0 et clos par successeur, est non prédicative au sens de Poincaré, puisque N fait partie de ces derniers). Les objections de Poincaré, par les réactions qu'elles ont nécessitées, ont joué un rôle non négligeable dans la naissance de la logique mathématique et de la théorie des ensembles, même si ses idées ont eu finalement relativement peu de succès. Elles influencent tout de même notablement l'intuitionnisme de Brouwer et ses successeurs (qui reste très marginal chez les mathématiciens), et ont connu des développements en théorie de la démonstration à partir des années 1960.

### Problème des trois corps
Alors qu'il étudie le problème des trois corps dans le cadre d'un concours (1888) organisé par Gosta Mittag-Leffler, Poincaré démontre qu'il n'y a pas de solutions générales, un résultat qu'avait déjà obtenu Heinrich Bruns. Il découvre également l'existence de solutions apériodiques. Un historique très détaillé de la contribution de Poincaré au problème des trois corps a été publié par June Barrow-Green.
Il reprend cette étude dans Les méthodes nouvelles de la mécanique céleste (trois volumes publiés entre 1892 et 1899). Dans le volume III, Poincaré y découvre les orbites homoclines et hétéroclines, au voisinage desquelles il remarque qu'il y a une grande sensibilité aux conditions initiales. Cette propriété est à la base des comportements chaotiques qui seront découverts par Edward Lorenz et par Otto Rössler.
Dans le cadre de ces études des équations différentielles et du problème des trois corps, Poincaré introduit un grand nombre de concepts de la théorie du chaos : mentionnons les différents types de points singuliers (nœud, col, foyer et centre), la notion de bifurcation, de cycle limite, de section de Poincaré, d'application de premier retour (encore appelée application de Poincaré), etc. Il comprend notamment que l'étude de ces solutions apériodiques passe par l'étude des orbites périodiques qui se développent dans leur voisinage.

### Conjecture de Poincaré
Posée en 1904 par Poincaré, la conjecture portant son nom était un problème de topologie énoncé sous cette forme par son auteur :

« Considérons une variété compacte V à 3 dimensions sans bord. Est-il possible que le groupe fondamental de V soit trivial bien que V ne soit pas homéomorphe à une sphère de dimension 3 ? »

En l'an 2000, l'institut Clay plaça la conjecture parmi les sept problèmes du prix du millénaire. Il promit un million de dollars américains à celui qui démontrerait ou réfuterait la conjecture. Grigori Perelman a démontré cette conjecture en 2003, et sa démonstration fut validée en 2006. Mais le chercheur a refusé aussi bien la médaille Fields que le million de dollars.

## Attributs d'un génie
Deux biographes esquissent son portrait et fournissent des anecdotes : les mathématiciens Paul Appell et Gaston Darboux. Les deux biographes s'accordent à dire que Poincaré était un lecteur insatiable et qu'il mémorisait facilement ce qu'il lisait. Étant myope, il voyait mal le tableau noir et développa ainsi une sorte de mémoire auditive qui lui permettait de se souvenir des cours sans prendre de notes. Il ne dessinait pas très bien, mais faisait preuve de beaucoup d'imagination spatiale grâce à une solide vision intérieure, qui lui permettait de se plonger dans les méandres de la géométrie et de la topologie. Si un problème l'intéressait, il faisait abstraction de tout le reste : rien d'autre ne semblait lui importer et il en oubliait parfois de manger. Il pouvait effectuer ses calculs mentalement, au cours d'une promenade, et ne les couchait sur papier que lorsqu'il savait précisément ce qu'il devait faire. C'était un homme impatient qui écrivait vite. Lorsqu'il avait compris ou résolu un problème, il en écrivait la solution à toute vitesse, relisant et révisant à peine ce qu'il avait écrit. Il commit ainsi d'importantes erreurs dans certains de ses articles.
Poincaré ne brillait pas par ses aptitudes physiques, bien qu'il fût un bon danseur. Il aimait la musique, mais ne semblait pas avoir de don particulier pour l'interpréter et ne jouait d'aucun instrument. Dès son plus jeune âge, il s'avéra être un écrivain doué et créa des œuvres de théâtre qui représentaient ses proches et ses amis. Il n'était toutefois pas doué de ses mains. Il tenait en estime la physique expérimentale et s'y intéressait, mais il ne fit aucune expérience originale. Poincaré se distinguait surtout grâce à son intelligence exceptionnelle. Dès sa jeunesse, il pouvait résoudre des problèmes très complexes. Au premier abord, son côté introspectif pouvait donner l'impression qu'il était un jeune homme hautain. Cependant, il fut rapidement apprécié de ses camarades, car il était toujours prêt à aider les autres qui butaient sur un problème, et était généralement un bon camarade.
Il était pieux dans sa jeunesse et à l'adolescence, mais avait cessé d'être croyant à l'âge de dix-huit ans. Il était progressiste concernant les problématiques liées à l'éducation ou à la participation de la femme à la vie politique. Il se méfiait de l'Église catholique, de ses prises de position anti-intellectuelles[source insuffisante] et de sa quête permanente d'influence sur la vie sociale et politique du pays. Il fut l'exemple type de ce que l'on pourrait appeler la « morale laïque » de la République française. La droiture, la sincérité, la loyauté, le dévouement au service de la société et la quête du bien commun étaient pour lui des valeurs suprêmes et universelles,.

## Philosophe et homme de lettres
Poincaré est aussi le dernier à avoir la double spécificité de comprendre l'ensemble des mathématiques de son époque et d'être en même temps un penseur philosophique. On le considère comme un des derniers grands savants universels, du fait de ses recherches dans des domaines transversaux (physique, optique, astronomie…), et de son attitude scientifique fondée sur une esthétique de la science et du nombre, à rapprocher de celle des anciens Grecs.
Il a œuvré toute sa carrière durant à la vulgarisation de ses résultats et des grands travaux de la science, attitude qui sera reprise par des physiciens ultérieurs.
Avec La Science et l'Hypothèse, devenu un classique de la philosophie des sciences du XXe siècle, il intéresse le monde artistique, notamment les cubistes, et donne des clés de compréhension aux géométries non euclidiennes.
De manière plus anecdotique, on peut noter que Poincaré aurait écrit un roman de jeunesse.

## Participation à la vie publique
En 1899, Henri Poincaré adresse une lettre au Conseil de guerre de Rennes, chargé de juger le capitaine Dreyfus, critiquant les méthodes d'analyse du bordereau qui semble accuser Dreyfus.
En 1904, à la demande de la Cour de cassation, Poincaré signe avec Darboux et Appell un rapport, qui sera versé au procès en révision de Dreyfus par cette même cour en 1906. Ce rapport, principalement rédigé par Poincaré, dénonce et corrige les erreurs mathématiques d'analyse du bordereau, et notamment l'utilisation du théorème de Bayes.

## Honneurs et hommages

### Honneurs

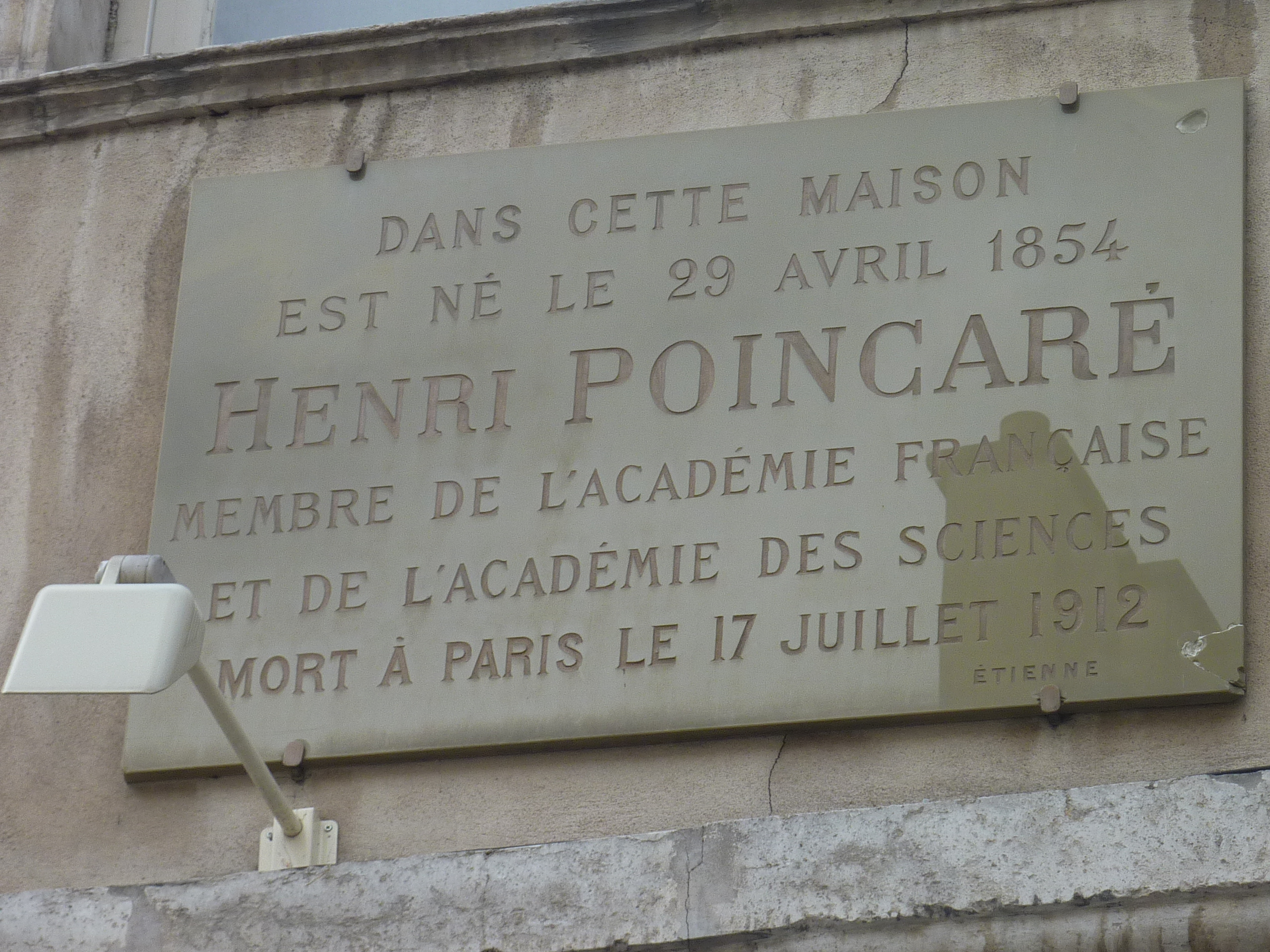
Plaque commémorative sur la maison natale d'Henri Poincaré à Nancy.

- Lauréat du concours général, en mathématiques
- Prix du roi Oscar II de Suède en 1889[41]
- Médaille d'or de la Royal Astronomical Society (1900)
- Prix Bolyai (1905)
- Membre de l'Académie française (1908)
- Médaille Bruce (1911)
- Commandeur de la Légion d'honneur[42].

Pour l'ensemble de ses travaux, Poincaré fut pressenti à plusieurs reprises au prix Nobel de physique.

### Hommages

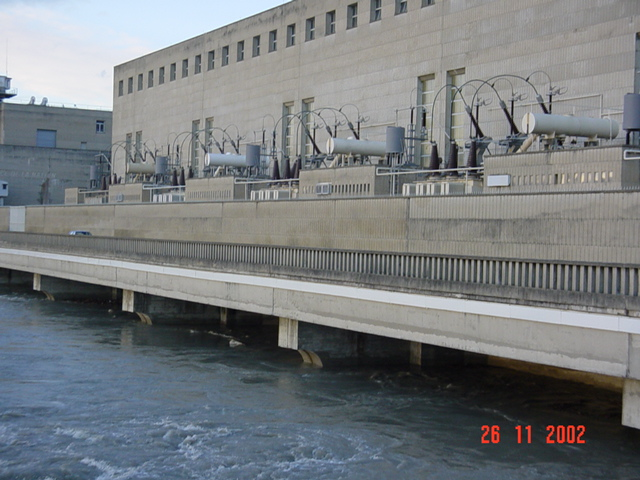
Centrale hydroélectrique Henri-Poincaré.

- L'astéroïde « (2021) Poincaré » porte son nom.
- En 1970, l'Union astronomique internationale a attribué le nom de Poincaré à un cratère lunaire.
- Buste en bronze par le statuaire Joseph Carlier (1849-1927), érigé dans le square du lycée de Nancy par souscription des anciens élèves des lycées de Nancy, Colmar, Metz et Strasbourg en 1913.
- Le lycée Henri-Poincaré de Nancy, qu'il a fréquenté, porte son nom.
- L’institut Henri-Poincaré, maintenant au sein du Campus Curie de Sorbonne Université, est créé en 1928. L’université Henri-Poincaré à Nancy est nommée en son honneur. Les archives Henri-Poincaré (laboratoire d'histoire des sciences et de philosophie à l'Université de Lorraine) effectuent des recherches sur ses travaux. Le plus grand amphithéâtre de l'École polytechnique sur son campus de Palaiseau, d'une capacité de 780 places, porte le nom de Poincaré et est surnommé « le .K » (lire « le point K ») par les élèves de l'École.
- La poste a créé un timbre Henri Poincaré en octobre 1952.
- La centrale hydroélectrique de Châteauneuf-du-Rhône dans la Drôme au sud de Montélimar mise en service en 1958 porte son nom.
- Deux bâtiments de la Marine nationale ont porté son nom, un sous-marin de la classe 1500 tonnes (1927-1942) et un bâtiment d'essais et de mesure (BEM) (1968-1991)[44].
- La maison Poincaré est un musée des mathématiques situé à Paris, ouvert au public en octobre 2023.

## Principales publications (cours et essais)
- Sur les propriétés des fonctions définies par les équations aux différences partielles : 1re thèse, Gauthier-Villars (Paris), 1879, texte en ligne disponible sur IRIS
- Notice sur les travaux scientifiques d'Henri Poincaré, Gauthier-Villars (Paris), 1886, texte en ligne disponible sur IRIS
- Les méthodes nouvelles de la mécanique céleste, Tome 1, Gauthier-Villars (Paris), 1892, Texte en ligne disponible sur IRIS, Tome 2, Gauthier-Villars (Paris), 1893, Texte en ligne sur IRIS, Tome 3, Gauthier-Villars (Paris), 1899, Texte en ligne sur IRIS
- Analysis Situs : série d'articles, de 1895 à 1904
- Sur les propriétés des fonctions définies par les équations aux différences partielles. Propositions données par la faculté, Paris, Gauthier-Villars, 1879 (lire en ligne)
- La Science et l'Hypothèse (Flammarion - Bibliothèque de philosophie scientifique - 1902)
- La Valeur de la Science (Flammarion -  Bibliothèque de philosophie scientifique - 1905)
- Cours d'astronomie générale : École polytechnique : 1re division : 1906-1907, École polytechnique (Paris), 1907, texte en ligne disponible sur IRIS
- La Théorie de Maxwell et les oscillations hertziennes. La Télégraphie sans fil, Scientia, 1904.
- Science et Méthode (Flammarion -  Bibliothèque de philosophie scientifique - 1908)[45]
- Savants et écrivains (Flammarion - 1910)
- Dernières Pensées (Flammarion -  Bibliothèque de philosophie scientifique - 1913)[46], réédité par Flammarion, complété d’autres articles en appendice à partir de la seconde édition de 1926.
- Ce que disent les choses, (1911), Hachette : cinq chapitres publiés dans la revue pour enfants Au seuil de la vie (Hachette, 1910) et repris par Hachette en 1911 dans l'ouvrage éponyme Ce que disent les choses. Réédité en 2010 chez Hermann, Paris (voir bibliographie).
- Leçons sur les hypothèses cosmogoniques (Poincaré, 1911), une partie étant consacrée aux travaux d'Émile Belot.
- Cours de la faculté des sciences de Paris publiés par l'Association amicale des élèves et anciens élèves de la faculté des sciences - Cours de mécanique physique et expérimentale :
  - Cours professé pendant l'année 1885-1886. Première partie, Cinématique pure - Mécanismes, Seconde partie, Potentiel, mécanique des fluides,
- Cours de la faculté des sciences de Paris publiés par l'Association amicale des élèves et anciens élèves de la faculté des sciences - Cours de physique mathématique :
  - Leçons sur la théorie mathématique de la lumière professées pendant le premier semestre 1887-1888,
  - Électricité et optique, la lumière et les théories électrodynamiques, leçons professées en 1888, 1890 et 1899 (Carré et Naud- 1901)
  - Thermodynamique : leçons professées pendant le premier semestre 1888-89 - Rédaction de J. Blondin, agrégé de l'université - Paris Gauthier-Villars 1908 - Réimpression 1995 des Éditions Jacques Gabay.
  - Capillarité : Leçons professées pendant le deuxième semestre 1888-1889,
  - Leçons sur la théorie de l'élasticité (Carré - 1892)
  - Théorie mathématique de la lumière II : nouvelles études sur la diffraction.-Théorie de la dispersion de Helmholtz : Leçons professées pendant le premier semestre 1891-1892,
  - Théorie des tourbillons, leçons professées pendant le deuxième semestre 1891-1892 (Carré et Naud- 1893)
  - Les oscillations électriques, leçons professées pendant le premier trimestre 1892-1893 (Carré et Naud- 1900)
  - Théorie analytique de la propagation de la chaleur, leçons professées pendant le premier semestre 1893-1894 (Carré - 1895)
  - Calcul des probabilités, leçons professées pendant le deuxième semestre 1893-1894 (Carré et Naud- 1896)
  - Théorie du potentiel newtonien, leçons professées pendant le premier semestre 1894-1895 (Carré et Naud - 1899)
- Cours de la faculté des sciences de Paris - Cours de mécanique céleste :
  - Tome I: Théorie générale des perturbations planétaires
  - Tome II, 1re partie: Développement de la fonction perturbatrice
  - Tome II, 2e partie: Théorie de la Lune
- Rapports présentés au congrès International de Physique réuni à Paris en 1900 sous les auspices de la Société française de physique rassemblés et publiés par Ch.-Ed.Guillaume et H.Poincaré, secrétaires généraux du congrès - trois volumes in-8° avec figures ; Paris, Gauthier-Villars - 1900
- Œuvres publiées sous les auspices de l'Académie des Sciences en onze volumes, compilations d'articles publiés dans divers revues scientifiques, Éditions Jacques Gabay.